# کوه‌های آری
کوه‌های آری یک رشته‌کوه در جیبوتی است که در منطقه علی صبیح واقع شده‌است. کوه‌های آری ۱٬۳۰۱ متر بالاتر از سطح دریا واقع شده‌است.